# جو موت
جو موت (بالإنجليزية: Joe Mott)‏ هو لاعب كرة قدم أمريكية أمريكي، ولد في 5 أكتوبر 1965 في إنديكوت في الولايات المتحدة.

## وصلات خارجية
- جو موت على موقع مرجع كرة القدم المحترفة.كوم (الإنجليزية)